# 정종철
정종철(丁柊澈, 1977년 7월 6일 ~ )은 대한민국의 희극인 겸 방송인이다.

## 데뷔
2000년 12월 KBS 개그맨 15기 공채로 처음 첫 데뷔 처음 첫 전향 하여 데뷔 자리 옮기고 데뷔 이전 하였는데 이에 앞서 1996년 1월 당시 SBS 공채 5기 처음 첫 데뷔 시작 하여 SBS 공채 5기 시험에 도전했으나  처음 첫 데뷔 시작 하여 탈락했다.

## 생애
그는 전라남도 고흥군에서 아버지 정종길(丁鍾吉)과 어머니 안정숙(安貞淑) 사이의 두 아들 중 첫째로 출생했으며, 서울특별시 노원구 상계동에서 성장하였다. 일찍이 한정식, 중식, 일식 등  조리사 자격증을 취득 보유한 그는 월 260만원을 받으며 냉면집 주방장으로 일을 하고 있었던 정종철은 TV에 나온 심현섭을 보고 자신은 심현섭보다 더 재주가 많다는 생각을 하였거나 오디션을 치렀으며, 2000년 12월 한번에 KBS 공채 15기 개그맨이 되어 처음 첫 데뷔 하였다. 2000년 12월 이후 개그콘서트에서 '옥동자' 역을 맡아 인기를 끌었다. '못생긴 얼굴'이라는 컨셉으로 전자 오락실 게임 소리 등 각종 효과음을 흉내 내어 큰 인기를 끌었으며 2004년에 온게임넷 카트라이더 리그 진행을 맡은 적이 있었다. 2008년 3월 박준형과 오지헌과 함께 MBC로 이적하여 데뷔 자리 옮기고 데뷔 이전 하였고 개그야로 출연하였다. 2009년 9월 하땅사로 출연하였다.

## 학력
- 서울온곡초등학교 졸업(1990년)
- 청원중학교 졸업(1993년)
- 인덕공업고등학교 졸업(1996년)
- 동양미래대학교 전문학사 졸업

## 출연작

### 방송
- 《하땅사》(MBC)
- 《묻지마 선수단》(MBC every1)
- 《춤추는 고래》(MBC)
- 《2004 카트라이더 리그》(온게임넷(OGN))
- 《개그야》(MBC)
- 《바우트맨이야》(퀴니)
- 《개그콘서트》(KBS 2TV)
  - 〈갈갈이 삼형제〉
  - 〈게임맨〉
  - 〈골목대장 마빡이〉
  - 〈마빡이〉
  - 〈꽃보다 아름다워〉
  - 〈널빤지 연구소〉
  - 〈대결 3인조〉
  - 〈동물의 왕국〉
  - 〈동작그만〉
  - 〈뜬금개그〉
  - 〈라디오 극장〉
  - 〈박준형의 생활사투리〉
  - 〈보디가드〉
  - 〈봉숭아 학당〉(옥동자, 옥장군 역)
  - 〈불청객들〉(동네사람 역)
  - 〈비트박스〉
  - 〈사랑의 가족〉
  - 〈신 동작그만〉
  - 〈아리아리〉
  - 〈어우야〉
  - 〈인터뷰〉
  - 〈지그재그송〉
- 〈석주의 일기〉
  - 〈강변사와 그림자〉
- 《TV는 사랑을 싣고》(KBS 2TV)
- 《쇼! 행운열차》(KBS 2TV)
  - 〈제17대 어전회의〉
  - 〈황혼민박〉
- 《코미디 파일》(KBS 2TV)
  - 〈제17대 어전회의〉
  - 〈바람의 파이터 옥배달〉
- 《시사터치 코미디파일》(KBS 2TV)
- 《갈갈이의 신나는 과학나라》(KBS 2TV)
- 《이경규의 골프의 신 시즌 2》(MBC every1)
- 《부엉이 시즌 1》(MBC every1)
- 《코미디 빅리그》 시즌 1, 2 (tvN)
  - 시즌1 갈갈스
  - 시즌2 배꼽빼리아
- 《출발드림팀 시즌 2》(KBS 2TV)
- 《옐로우박스》(JTBC)
- 《스타주니어쇼 붕어빵》(SBS)
- 《켠김에 왕까지》(온게임넷)
- 《세대공감 토요일》(KBS 2TV) - (2012년 10월 13일 토요일) - 142회 개그맨 김원효와 함께 출연
- 《세대공감 토요일》(KBS 2TV) - (2013년 3월 2일 토요일) - 162회 가수 앤디와 함께 출연
- 2013년 8월 11일 《강연 100℃》 - 56회 (KBS 1TV)
  - 강연주제 : 기회는 빗방울처럼
  - 공감온도 : 95°C
- 《아침마당》(KBS 1TV)
- 《정글의 법칙 K》(SBS)
- 《해피투게더 시즌 3》(KBS 2TV)
- 《가족의 품격 풀하우스》(KBS 2TV)
- 《SNL 코리아 (시즌 6)》(tvN)
- 《무한도전》(MBC)
- 《우리말 겨루기》(KBS 1TV)
- 《구해줘! 홈즈》(MBC)
- 《생방송 행복드림 로또 6/45》 870회(MBC)

### 드라마
- 2011년 《뿌리깊은 나무》(SBS) - 옥떨이 역
- 2015년 《육룡이 나르샤》(SBS) - 옥떨이 역

### 영화
- 2003년 《갈갈이 패밀리와 드라큘라》 - 종철 역
- 2004년 《마법경찰 갈갈이와 옥동자》 - 옥동자 역
- 2005년 《안녕, 형아》 - 옥동자 역 (특별출연)
- 2007년 《동키호테》 - 당나귀 동키 목소리 역
- 2007년 《챔피언 마빡이》- 마빡이 역
- 2008년 《우린 액션배우다》 - 본인 역
- 2010년 《동자대소동》

### 유행어
- "둥둥둥~ 삐익~ 사랑하는, 사랑하는, 온곡, 온곡, 초등학교, 초등학교, 어린이, 어린이, 여러분, 여러분!", "OOO하는 놈 누구야, 누구야, 누구야?", "OOO이냐, OOO이냐, OOO이냐!", "웃지 마, 웃지 마, 웃지 마! 웃지 마, 웃지 마, 웃지 마!", "젠장, 젠장, 젠장!" - 개그콘서트 코너 '갈갈이 삼형제' 중 (정종철이 초등학교 조회 시간 때에 있었던 교장 선생님의 말씀을 재연할 때에 등장하는 대사)
- "헤헤헤헤헤헤헤헤헤! 얼굴도 못 생긴 것들이 잘난 척하기는! 적어도 내 얼굴 정도는 돼야지!", "너라뇨? 제 이름은 옥동자에요!"(박미선(봉숭아학당 선생님 역)이 정종철(옥동자 역)에게 왜 끼어드냐고 물을 때에 나오는 정종철의 대답, 참고로 김미화가 선생님이었을땐 "야!"라고 하니까 "야라뇨?"라고 했다.), "선생님! 제가요, 어저께요~ 디자이너 앙드레 김 / 탤런트 이덕화 샘을 만났는데요~ 아, 그 분이 글쎄~", "선생님 제가 뭐라고 그랬는 줄 아세요?", "헤헤헤헤헤헤헤헤헤! OOO한 것들이 잘난 척하기는! 내 얼굴처럼 OOO해지려면 OOO하지 말고 (얼굴에다가) OOO했어야지! / 태어날 때부터 OOO을 마셨어야지!" - 개그콘서트 코너 '봉숭아학당' 중 옥동자 역

- "본인은! 옥장군이야~", "뭐라고!, OO하라 그래!", "또 절로 들어가야 되나~", "허허허 (그 문제는) 내가 다 (해결)했지." - 개그콘서트 코너 '봉숭아학당' 중 옥장군 역
- "나는 골목대장, 마빡이!", "골목대장 마빡이를 뭘로 보고~?", "내가 누군지 알아? 골목대장 마빡이야!" - 개그콘서트 코너 '마빡이' 중
- "영화 찍는가봐 영화~", "구경만 할게, 구경만!", "하!" - 개그콘서트 코너 '불청객들' 중

## 연기 외 활동
- 2013년 의정부보훈지청 나라사랑 홍보대사
- 2012년 함께하는 사랑밭 홍보대사
- 2010년 사랑의 열매 홍보대사
- 2007년 여수세계박람회 홍보대사
- 2001년 사회복지공동모금회 사랑의 열매 홍보대사

## 저서
- 2008년 《하나님을 웃기는 광대》
- 2012년 《아빠의 뱃살혁명》
- 2019년 《육수 없이 황금 비율 양념으로 맛낸 옥주부의 진짜 쉬운 집밥 레시피》

## 수상
- 2007년 제43회 백상예술대상 남자예능상
- 2007년 제19회 한국방송프로듀서상 코미디언부문 출연자상
- 2006년 KBS 연예대상 코미디부문 최우수상
- 2006년 KBS 연예대상 코미디부문 최우수코너상 (개그콘서트 - 마빡이)
- 2006년 제13회 대한민국 연예예술상 희극인부문상
- 2005년 KBS 연예대상 코미디부문 최우수코너상 (개그콘서트 - 사랑의 가족)
- 2004년 제31회 한국방송대상 코미디언부문 올해의 방송인상
- 2003년 KBS 연예대상 코미디부문 최우수상
- 2002년 KBS 연예대상 코미디부문 최우수코너상

## 비판
2009년 10월 11일에 방송된 MBC의 새 개그 프로그램인 하땅사에 출연하였다. 《나 이런 사람이야》코너에서 '물을 아끼자'라는 주제로 정종철이 이순신 동상 앞 분수대에서 머리를 감는 모습을 미리 촬영한 동영상이 방송되었다. 이에 시청자들은 "모두가 사용하는 공공장소에서 이러는 건 방송 횡포다" , "최소한의 예의를 지켜라"라며 시청 후 불쾌함을 호소했다.

## 가족 관계
- 배우자 : 황규림 (1983년 3월 20일 ~ )
  - 장남 : 정시후 (2007년 6월 1일 ~ )
  - 장녀 : 정시현 (2009년 3월 2일 ~ )
  - 차녀 : 정시아 (2010년 7월 5일 ~ )